# Treubiomyces
Treubiomyces är ett släkte av svampar. Treubiomyces ingår i familjen Chaetothyriaceae, ordningen Chaetothyriales, klassen Eurotiomycetes, divisionen sporsäcksvampar och riket svampar.
|              | Phaeosaccardinula                           |
|              |                                             |
|              | Yatesula                                    |
|              |                                             |
|              | Biciliopsis                                 |
|              |                                             |
|              | Chaetothyrium                               |
|              |                                             |
|              | Euceramia                                   |
|              |                                             |
|              | Cyphellophora                               |
|              |                                             |
|              | Ceramothyrium                               |
|              |                                             |
|              | Kazulia                                     |
|              |                                             |
|              | Merismella                                  |
|              |                                             |
|              | Microcallis                                 |
|              |                                             |
| Treubiomyces | \| \| Treubiomyces pulcherrimus \| \| \| \| |
|              | \| \| Treubiomyces pulcherrimus \| \| \| \| |
|              | Actinocymbe                                 |
|              |                                             |
|              | Treubiomyces pulcherrimus                   |
|              |                                             |

|  | Treubiomyces pulcherrimus |
|  |                           |